# プーさんのハニーハント
- ディズニーパーク > 東京ディズニーリゾート > 東京ディズニーランド
  - ファンタジーランド > プーさんのハニーハント
  - 東京ディズニーランドのアトラクションの一覧 > プーさんのハニーハント

プーさんのハニーハント(Pooh's Hunny Hunt)は、東京ディズニーランドにあるディズニー映画『くまのプーさん』をテーマにしたライド型アトラクションである。

## 概要
| プーさんのハニーハント Pooh's Hunny Hunt | プーさんのハニーハント Pooh's Hunny Hunt | プーさんのハニーハント Pooh's Hunny Hunt | プーさんのハニーハント Pooh's Hunny Hunt |
| ---------------------------------------- | ---------------------------------------- | ---------------------------------------- | ---------------------------------------- |
| オープン日                               | オープン日                               | 2000年9月1日                             | 2000年9月1日                             |
| スポンサー                               | スポンサー                               | なし                                     | なし                                     |
| 所要時間                                 | 所要時間                                 | 約4分30秒                                | 約4分30秒                                |
| 定員                                     | 定員                                     | 前列2名+後列3名/1ポッド、3台/1編成       | 前列2名+後列3名/1ポッド、3台/1編成       |
| 利用制限                                 |                                          | 補助無しで座っていられること             | 補助無しで座っていられること             |
| ファストパス                             | ファストパス                             |                                          | ○                                        |
| シングルライダー                         | シングルライダー                         |                                          | 対象外                                   |

プーさんのハニーハントは、蜂蜜を入れる壷「ハニーポット」の形をしたライド（乗り物）に乗車し、ディズニーアニメーション「くまのプーさん」の舞台となった100エーカーの森を冒険するアトラクションである。ライドは前に2名、後ろに3名の合計5人乗りであり、ライドは3台1組となって稼動している。海外の同テーマアトラクション「プーさんの冒険」では、レールの上を一方向に走行する形式となっているが、東京への導入に当たり最新の技術を導入し、レールが存在せずどこを走るのか予測できない奇怪な動きを持つアトラクションになっている。特にティガーのジャンピングシーンは、海外版がデコボコなレールで表現しているのに対して、東京版はライドが走行する地面ごと跳ねるという特異な動作をしている。
2023年7月26日から「40周年記念プライオリティパス」を導入している。

## 人気アトラクションとしての歴史
プーさんのハニーハントがオープンした頃はキャラクターとしての「くまのプーさん」が大変人気があり、同アトラクションは長蛇の列を作る人気アトラクションになった。ディズニーテーマパークでは公表できる待ち時間を300分としているが、それを超える480分待ちを記録することもあった。ファストパスが導入された際には取得するのに数十分単位の待ち時間が発生していた。

## 技術

### レール無しで動く仕組み
ハニーポットには1台毎にコンピュータを1台搭載しており、それらと中央のコントロール（監視）コンピュータは汎用の無線LANで用いられるプロトコルで通信を行い、現在の位置や状態を常にやり取りしている。また、床面には見えない電磁誘導コイルが埋め込まれており、それを頼りにハニーポットはズレが非常に少ない走行を行っている。さらに、ハニーポットには360度どの方向に対しても死角が存在しないように対物センサーを設置しており、万が一、床面・無線LANの双方で通信に失敗した際に衝突しないような三重の安全機構を備えている。しかしながら、床面・無線LANどちらか片方でも通信がロストした際にはアトラクションが即座に停止するような仕組みを採っており、ゲストが物を落とした時以外は事実上対物センサーによるアトラクションの緊急停止が行われることは無い。
レールも存在せず、かつ完全オートメーションで乗り物を動かすのは大変な技術力を要するが「わずかにでも危険であれば即座に全停止」という非効率な方式を採用する替わりに「非常に安全」という安全性能を得ている。そのためシステム調整で一時運営休止となる場面も多い。
同パーク内にある美女と野獣“魔法のものがたり”や、東京ディズニーシーのアクアトピアも、同様のシステムが導入されたアトラクションである。

### ハニーハントにおける香り（匂い）
ハニーハントは「匂い」においても忠実に計算をしているアトラクションである。例えば、アトラクション内のプーさんがハチミツの木に埋もれる最後のシーンでは人工香料を用いてハチミツの匂いを噴射している。そのことで、あたかもハチミツの木の中にいるかのような感覚を嗅覚に与える。また、アトラクションの外ではハニー味のポップコーンが販売され、高温で熱されたハチミツの香りがアトラクション周辺に漂っている。なお、アトラクション内の「はちみつ大砲」でする匂いは本物のハチミツの匂いではなく、コンサートや演劇等でチンダル現象を起こすために用いられる煙幕に付けられた香料である。

## 「隠れミッキー」について
このアトラクションにも、俗に言う「隠れミッキー」が施されている。ひとつは序盤のラビットが風に飛ばされそうになるシーンで、彼が掴んだ洗濯のヒモに吊されたシャツが、ミッキーマウス柄になっている。
もう一つはプーさんの夢の中。ズオウとヒイタチもポッドに乗っているが、カメラを構えたズオウがミッキーキャップを被っている。
また外にも、花で出来た隠れミッキーがある。
降り場の右側面に隠れミッキーがあるが、一番先頭のビークルに乗らないと他のビークルに隠れ見えない。

## 開設の経緯
2000年9月1日に、以前の「アリスのティーパーティー」、「スカイウェイ」乗り場、「スモールワールド・レストラン」の一帯にオープンした。
当初は東京ディズニーランドの開園日である4月15日のオープンを見込んでいたが、技術面でのトラブルが頻発。その後2000年夏オープンというアナウンスがされ、テスト運営・システム改善を経て結果的に秋、9月1日のオープンにずれ込んでいる。
- 建設期間:約2年間
- 総投資額:約110億円

オープンしてもなお、連日システムトラブルが発生していた。長時間並んでも利用できない来園者も多く、優待チケット(東京ディズニーランドのパスポートの引換券)を配布するなど異例の措置が取られたこともあった。
現在はシステムも改善されて、アトラクションの運営が休止することも当時と比べると格段に少なくなっている。

## 利用制限
利用制限が補助無しで座っていられることとなっており、保護者が抱きかかえたりせずに独りで座っていられる乳児も保護者同伴で搭乗が可能となっている（乳児の成長差は大きいので、一概に生後何か月から搭乗可能とは設定できない）。途中、回転や上下振動がある場面があるため、搭乗する際には、各保護者の判断を要する。また、同様の理由により妊娠中の女性の搭乗は、見合わせておいたほうが良い。また、メインショー内で子供が興奮して立ち上がったりしてしまった場合などもアトラクション全体が緊急停止する場合があるので、落ち着きのない子供なども注意が必要である。
ハニーポッドの通信にローカル無線LAN通信を利用しているため、館内では全ての電子機器に利用制限があり、乗車中の撮影は禁止されている。
※当パークのルール変更により、現在は乗車中の撮影は可能である。

## Trivia
- 日本の歌手2人組CHEMISTRYのメンバーである川畑要は、デビュー前に建築関連のアルバイトをしていた時期があり、本アトラクションの建設工事に携わった[1]。
- スタンバイ時間の一部は8分(蜂蜜)、14分(イーヨー)、82分(ハニー)と端数になっている。
- 乗車前のアナウンスは日本語版をティガーが、英語版をピグレットが担当している。